# سالت اس‌تی‌ئی. ماری (میشیگان)
سو سنت مری، میشیگان (به انگلیسی: Sault Ste. Marie, Michigan) یک شهر در ایالات متحده آمریکا با جمعیت ۱۴٬۱۴۴ نفر است که در میشیگان واقع شده‌است.

## نگارخانه

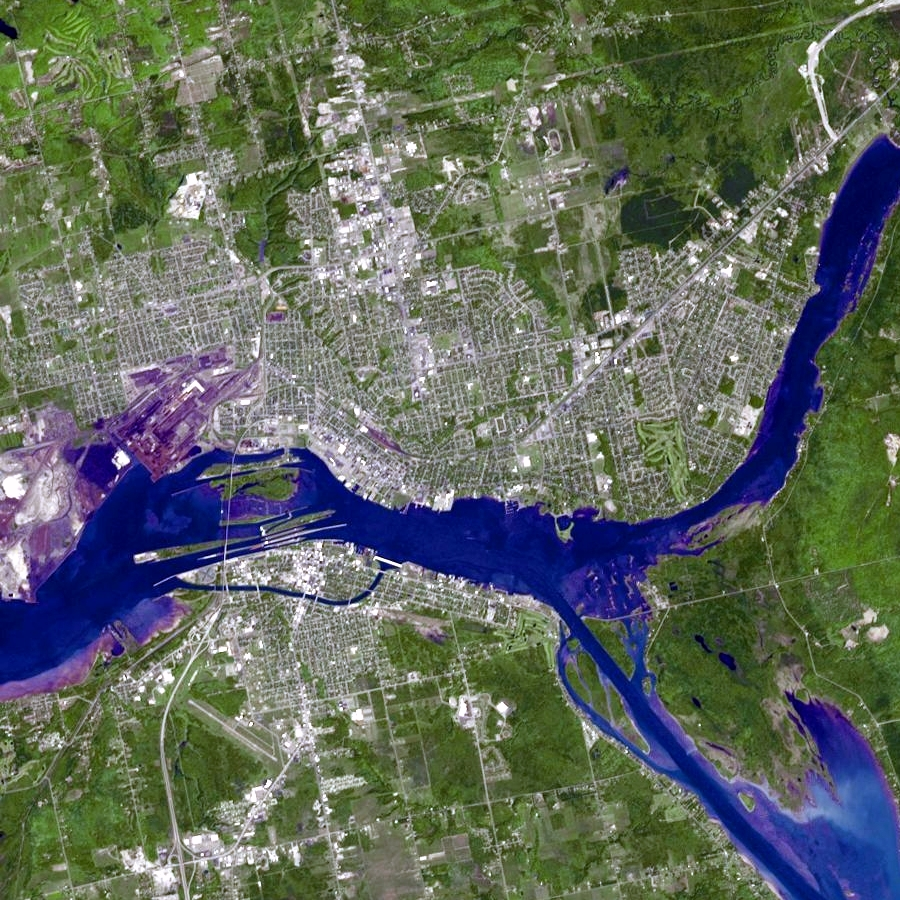
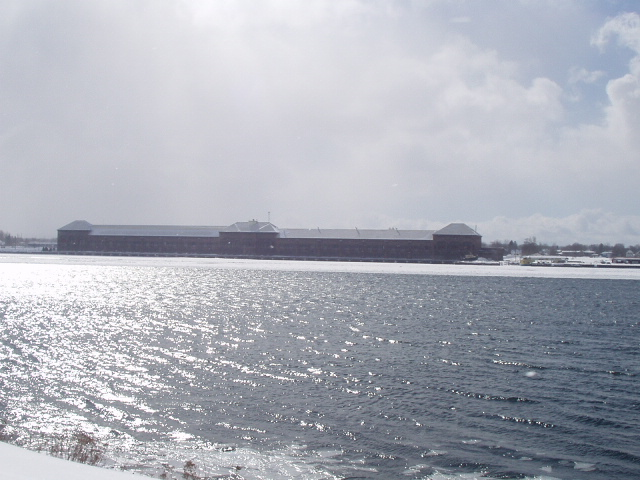
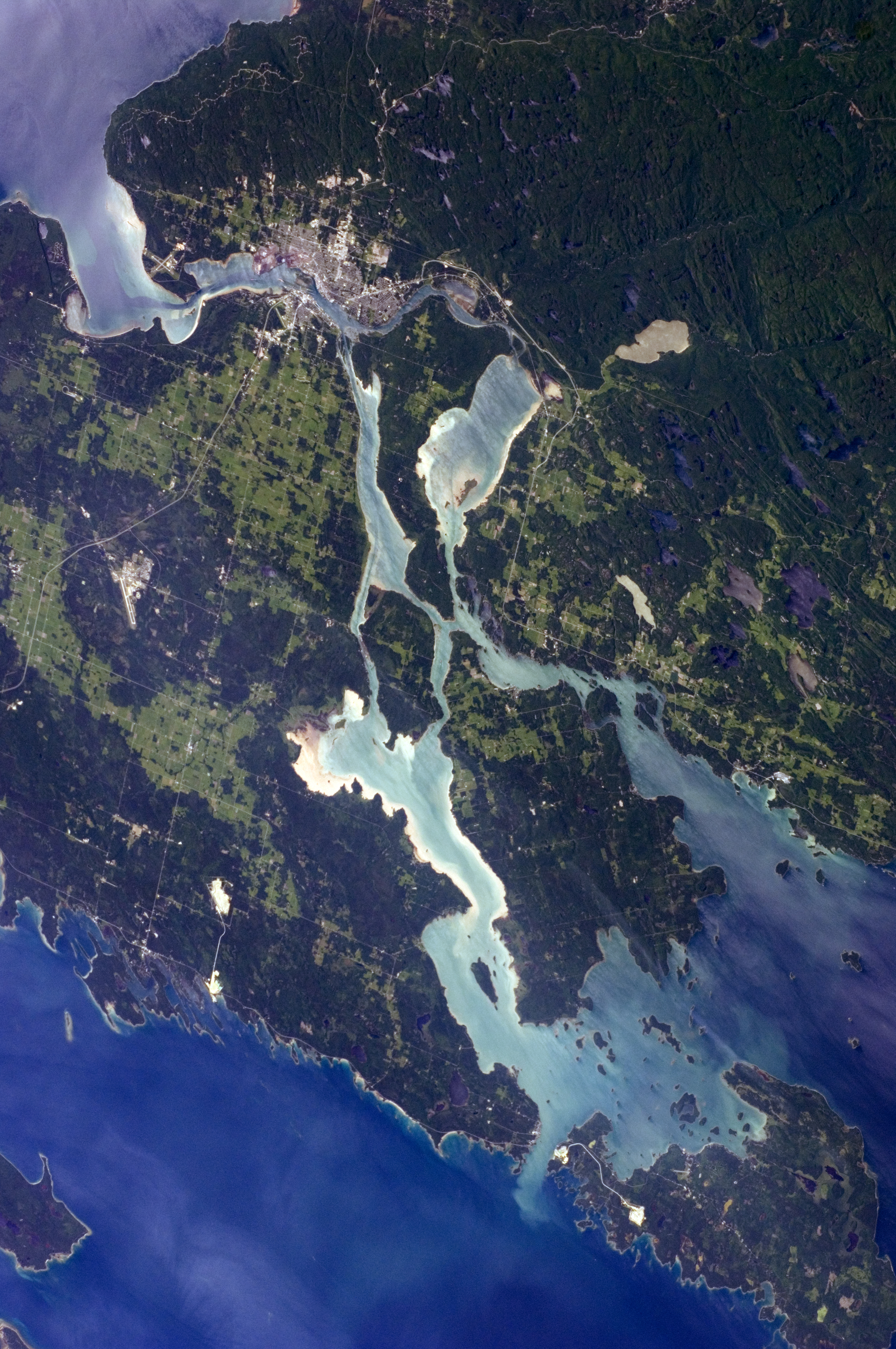